# میلاریت
میلاریت  (به انگلیسی: Milarite) با فرمول شیمیایی KCa2AlBe2[Si12O30].H2O از مجموعه کانی هاست و از نام ژیزمان Valmilar در سوئیس گرفته شده‌است. کمی محلول در HCl K2O:۴٫۸۱٪  CaO:۱۱٫۴۴٪  BeO:۵٫۱۰٪  Al2O۳:۴٫۰۵٪  SiO۲:۷۳٫۴۵٪  H2O:۱٫۱۵٪  برای اولین بار در سوئیس کشف شد و از نظر شکل بلور: منشوری، رنگ: بی رنگ - متمایل به سبز - متمایل به زرد، شفافیت: نیمه شفاف، شکستگی: صدفی، جلا: شیشه ای، رخ: ناقص، سیستم تبلور: هگزاگونال و در رده‌بندی سیلیکات است  و منشأ تشکیل آن پگماتیتی - هیدروترمال است.
همایند کانی‌شناسی (پارانژ) آن - آپاتیت- آدولر است
، از نظر ژیزمان بلوری - دانه‌ای تقریباْ کمیاب است و بیشتر در آلمان، چک اسلواکی، سوئیس، نروژ، نامبیا، روسیه و مکزیک یافت می‌شود.

## منبع
- پردیس کشاورزی ایران